# Maurica joiceyi
Maurica joiceyi är en fjärilsart som beskrevs av Talbot 1928. Maurica joiceyi ingår i släktet Maurica och familjen björnspinnare. Inga underarter finns listade i Catalogue of Life.